# Westwoodia longipes
Westwoodia longipes là một loài tò vò trong họ Ichneumonidae.